# David Kenyon Webster
El soldado de primera clase David Kenyon Webster (2 de junio de 1922 - 9 de septiembre de 1961) fue un soldado, periodista y escritor. Sirvió en la Compañía Easy, 2.º Batallón, 506.º Regimiento de Infantería de Paracaidistas, 101.ª División Aerotransportada durante la Segunda Guerra Mundial. Webster fue interpretado por el actor Eion Bailey en la miniserie Band of Brothers.

## Juventud
Nacido en Nueva York, asistió a la Taft School en Watertown, Connecticut. Estudió Literatura inglesa en Harvard por 2 años, pero no logró matricularse debido a que se alistó como voluntario en el ejército en 1942.

## Servicio Militar
Webster originalmente se entrenó con la Compañía Fox en el Campo Toccoa. Saltó a Normandía el 6 de junio de 1944 en el avión que transportaba a los comandantes del 2.º batallón del 506.º y luego pidió una transferencia a la Compañía Easy en donde sirvió hasta recibir su baja del ejército en 1945.

## Desaparición
El 9 de septiembre de 1961 salió a pescar tiburones en un barco llamado Tusitala este es el apodo por el que los nativos de Samoa llamaban a Robert Louis Stevenson "aquel que cuenta historias" por la costa de Santa Mónica, California. Al día siguiente, y al ver que no regresaba, fue activado un dispositivo de búsqueda por el cuerpo de guardacostas, encontrando el barco a cinco millas de la costa sin ningún tripulante a bordo.
- Datos: Q1144295